# 塊莖與塊根

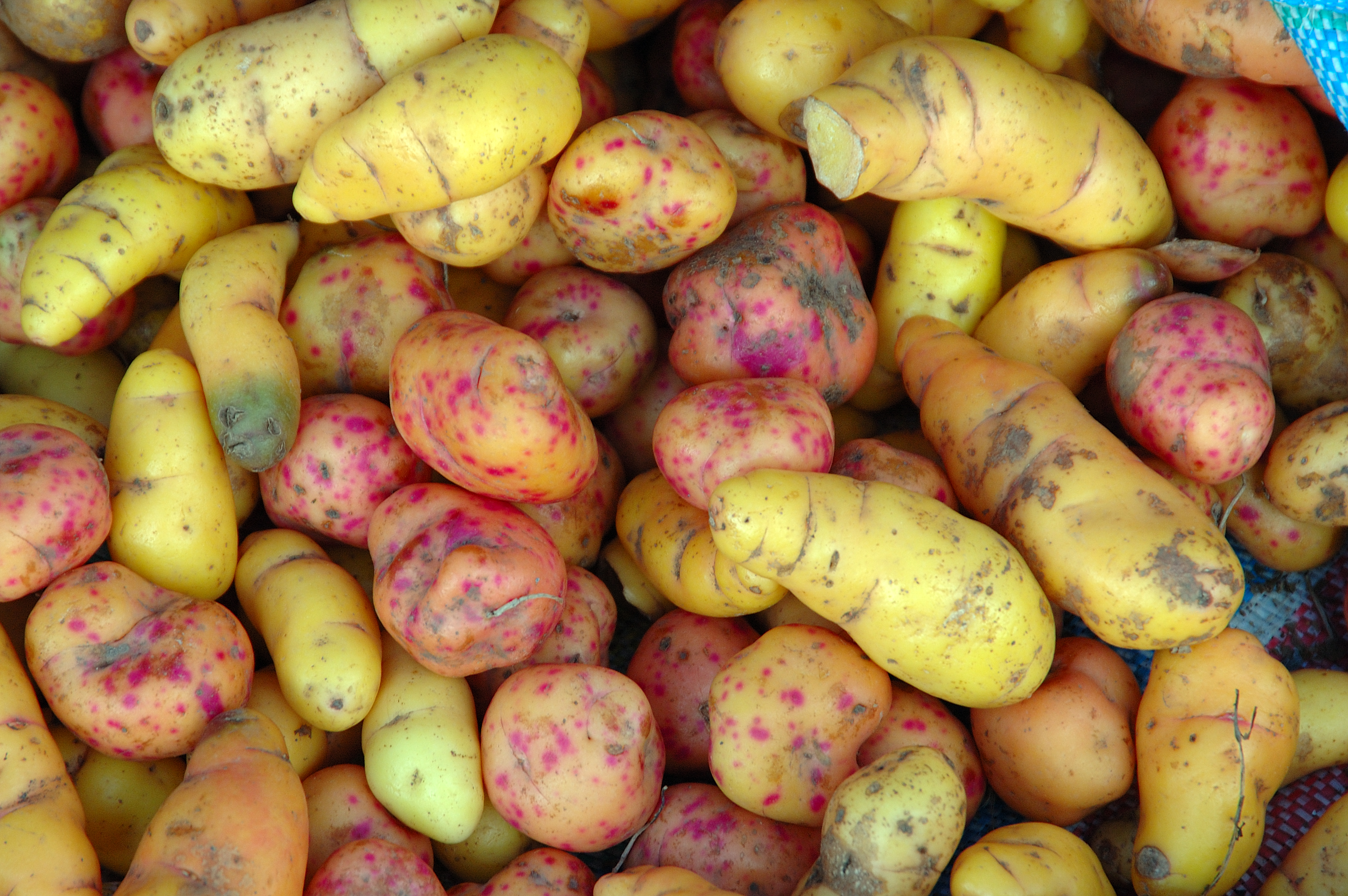
马铃薯（Ullucus tuberosus）块茎

塊莖（英語：stem tuber）及块根（英語：root tuber）均為部分植物物種借助其構造上膨大的部分而形成的營養素贮藏器官。這些構造存在於多年生植物，用以在其越過冬季或旱季（多年化）之時，得以保留至下一生長季度時為植物的重新生長提供營養及能量，更可用於无性生殖。
塊莖由變粗了的根茎（rhizomes，根状膨胀地下莖）或匍匐茎形成，具节眼或芽眼（均为“節”）可发芽，常見的物種有马铃薯、芋头屬於球莖作物、山藥等。英语“tuber”在部分文獻亦包含块根，即外形类似塊莖的膨胀侧根，可具不定芽原基故也可发芽，例如：番薯、木薯及大麗菊；其他文獻限于塊莖；汉语则直接分别命名，没有争议且不混淆。

## 塊莖
塊莖是多年生植物的根状膨胀地下莖或匍匐茎的一种，属植物保存营养或水分用的贮藏器官，有多年化（过冬耐旱）、无性生殖等作用。其节眼上长出不定根（植物底部）和芽（朝上位置），位於母株的兩旁、靠近泥土表面的位置。可见于芋、藕、山药、馬鈴薯等。
母株的後代及新的塊莖一般依附在原有塊莖上，或在地下根莖的末端形成。當植物枯萎後，新生塊莖的芽會於合適的環境條件演變成擁有莖、葉的子株，原有塊莖逐漸枯萎，新的塊莖再次形成。一些植物則形成較小的結節狀塊莖，功能與種子相似，可長成結構、大小與種子相似若的植物。
塊莖的壽命因品種而異，長如秋海棠屬，但大部份地下塊莖的壽命一般都比較短促，僅足以維持新芽成長成為新的植株。

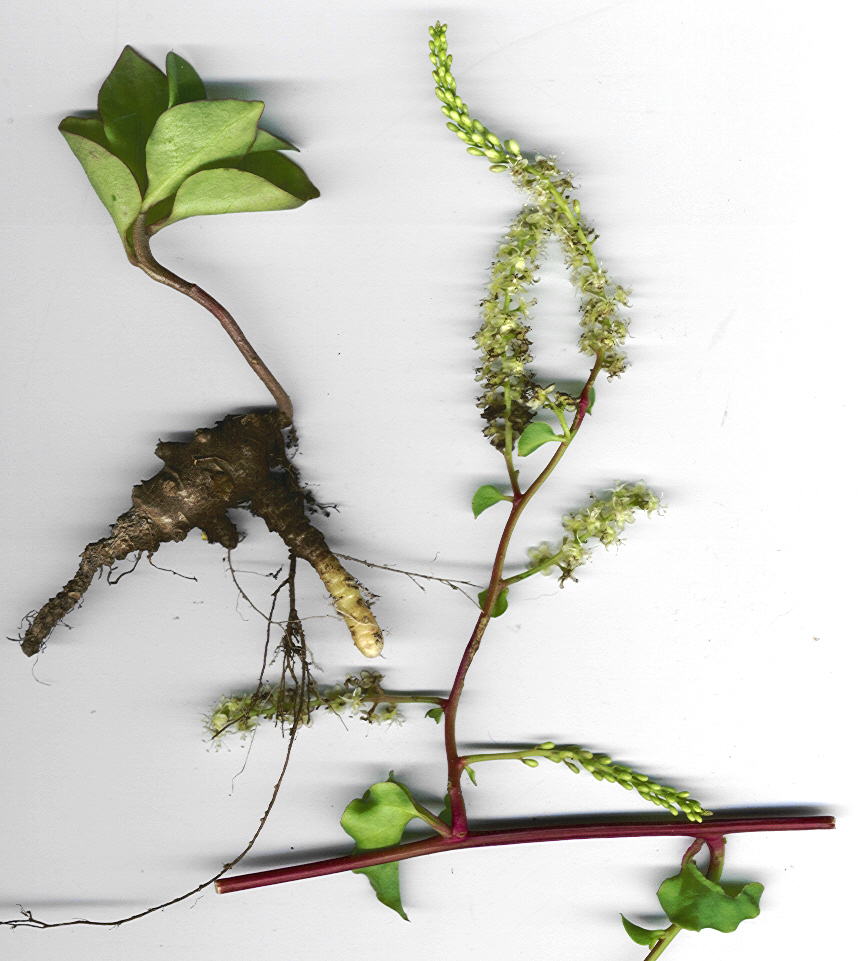
落葵薯的花和塊莖

塊莖通常開始於幼苗下胚軸部分的擴大，但有時也包括上胚軸的第一或兩個節及根的上部。塊莖具有垂直方向，頂部有一個或幾個營養芽，底部由基部產生，根部有纖維狀根，而塊莖通常呈長圓形。
塊莖秋海棠、山藥最常見的塊狀莖植物。落葵薯會在3至7公尺高的藤蔓上長出塊狀的氣莖，之後掉到地上會再繼續繁殖。薄荷形唇形科的Plectranthus esculentus會在莖的根部，在地下產生塊莖，每個塊莖最重可以到1.8kg，一開始是腋芽，之後再由短莖長成塊莖荚果植物很少會形成塊莖，玫红山黧豆是亞洲及歐洲的原生種荚果塊莖植物，以往人類也曾經種植過。

### 馬鈴薯

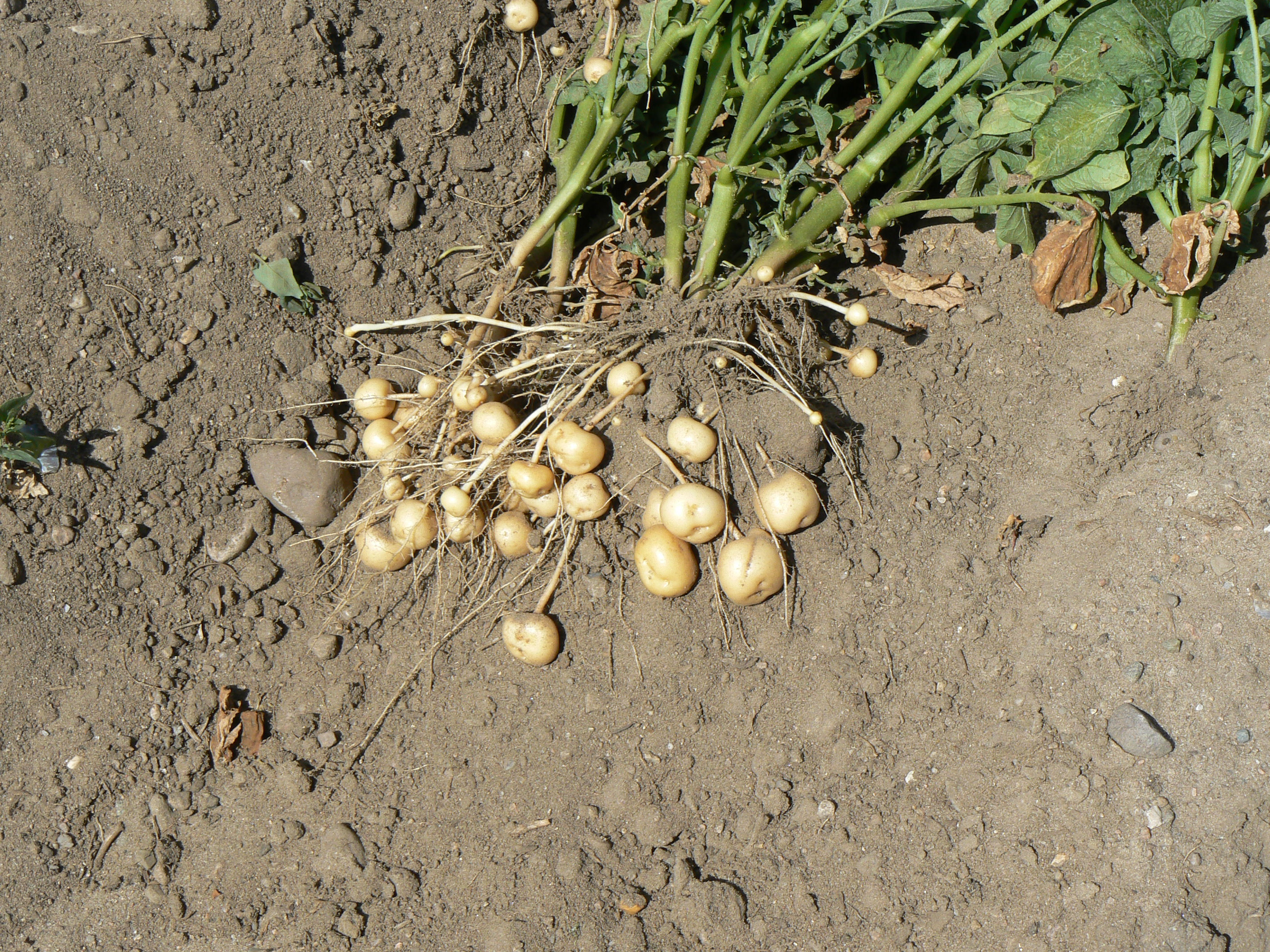
顯落出其塊莖的馬鈴薯植株

日常食用的馬鈴薯為其植株的塊莖。其匍匐茎膨胀變厚，發展成為贮藏器官
馬鈴薯擁有正常莖的所有部分，包括節和節間。節即為馬鈴薯的芽眼，帶有葉痕，芽眼從距離匍匐莖最遠端開始、以螺旋般的排列分佈在塊莖上。頂芽於最遠端開始生長，植株因而獲得頂端優勢。馬鈴薯塊莖的薄壁組織含有大量澱粉，而一般植物莖的髓、皮質及維管束都可以在馬鈴薯中找到。
地面部分在秋季枯萎後，地下塊莖可多年化存活，春天來到，芽會消耗儲存的養份演變成擁有莖、葉的子株。新塊莖底部形成不定根、芽甚或匍匐莖。日照時間變長，匍匐莖於生長素刺激下加長，根部生長受到抑制。匍匐莖必須達到一定長度，才可形成新的塊莖。過程中，脂氧合酶輔助合成的茉莉酸控制馬鈴薯塊莖的生長。
隨著營養繁殖代代相傳，相比種子種出的母株，後代的匍匐莖變得不易辨認，塊莖形成位置越發接近地面，甚至地面可見。因此種植馬鈴薯時一般會把塊莖或種子埋進土壤深處，預留更多空間。短小的匍匐莖在土壤下已開始形成，當梢露出地面，馬鈴薯將長成有根有葉的綠色植物。

## 塊根

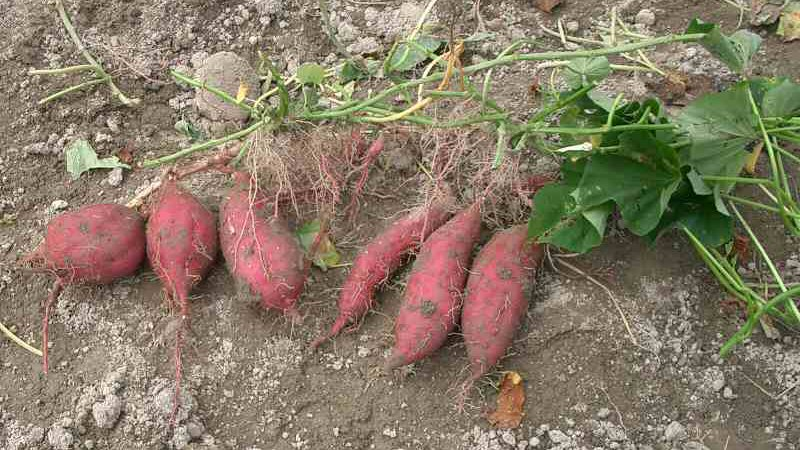
剛挖出來的地瓜

塊根是变态的側根，體積較大，作為贮藏器官。塊根膨脹的部份可能在根的中間或末端，也可能是整個根都是。塊根的起源和塊莖不同，但其作用及外形都類似。有塊根的植物包括有番薯、木薯及大麗菊。
塊根是多年生器官，在植物無法活躍成長的時期，用膨脹的塊根儲存養份，讓後續植物仍有可能生長。次生根膨脹的代表植物是番薯，有一般根的外在細胞、內部細胞及其組織，會產生不定根以及莖，再由莖長出不定根。
塊根裡沒有節、节间或是退化葉。塊根有一端稱為近端（proximal end）是連結到植物的那一端，這一端有冠狀組織，會長芽，並且長出莖及葉，塊根的另一端是遠端（distal end），會長出原來不变态的根。塊莖和塊根的順序恰好相反，塊莖的遠端會長莖。塊根是多年生的組織，植物在第一年會長出塊根，在生長季節的結束時，植物的芽會死亡，留下新產生的塊根。在下一個生長季節時，塊根會長出新的芽，在植物慢慢成長時，儲存在塊根的養份會用來長根、莖以及繁殖器官。
萱草及許多黄花菜的杂交种都有大的塊根，萱草透過地下茎生長，最後會產生新的扇狀組織，會長出根，塊根，再由塊根長出地下茎。
塊根是植物其他儲存養份的部份，因此也是動物補充營養的來源。像鴨就吃茨菰属中Arrowhead plant的塊根。

## 參看
- 魔芋属：本屬包括有巨花魔芋等有塊狀構造的熱帶植物。
- 鳞茎（Bulb）：另一種變態莖構造，短小多肉，垂直生長，被較厚的變態葉覆蓋，中心包含可長成新植株的芽[16]。
- 茎基：另一種變態莖與塊莖相似。
- 球莖：被鳞狀葉覆蓋、質地乾硬的變態莖，與鳞茎不同的是具備清晰分明的節及節間。
- 軸根：大部份植物最龐大的主要根部系统。
- 块根植物（英语：Pachycaul）：一类具有粗壮的肉质树干的植物的统称，有时被视作多肉植物的一类。

## 外部連結
- 库克词库 （页面存档备份，存于）中有较丰富的块茎品种。

1. ↑  .   [2024-08-26]. （原始内容存档于2024-11-30）.